# 371.ª Divisão de Infantaria (Alemanha)
A 371ª Divisão de Infantaria (em alemão:371. Infanterie-Division) foi uma unidade militar que serviu no Exército alemão durante a Segunda Guerra Mundial.

## Comandantes
| Comandante                             | Data                                       |
| -------------------------------------- | ------------------------------------------ |
| Generalleutnant Richard Stempel        | 1 de abril de 1942 - 26 de janeiro de 1943 |
| General der Infanterie Hermann Niehoff | 1 de abril de 1943 - 10 de junho de 1944   |
| Generalmajor Hans-Joachim Baurmeister  | 10 de junho de 1944 - 10 de julho de 1944  |
| General der Infanterie Hermann Niehoff | 10 de julho de 1944 - 2 de março de 1945   |
| Generalmajor Rolf Scherenberg          | 2 de março de 1945 - 8 de maio de 1945     |

## Área de operações
| França                     | abril de 1942 - junho de 1942       |
| Frente Oriental, setor sul | junho de 1942 - outubro de 1942     |
| Stalingrado                | outubro de 1942 - janeiro de 1943   |
| França                     | abril de 1943 - novembro de 1943    |
| Itália & Eslovênia         | novembro de 1943 - dezembro de 1943 |
| Croácia                    | dezembro de 1943 - janeiro de 1944  |
| Frente Oriental, setor sul | janeiro de 1944 - fevereiro de 1945 |
| Polônia & Checoslováquia   | fevereiro de 1945 - maio de 1945    |